# Cyril Barthe
Cyril Barthe (ur. 14 lutego 1996 w Sauveterre-de-Béarn) – francuski kolarz szosowy.

## Osiągnięcia
Opracowano na podstawie:
2017
- 1. miejsce na 1. i 3. etapie Volta a Portugal do Futuro

2018
- 1. miejsce na 2. etapie Troféu Joaquim Agostinho
- 1. miejsce w klasyfikacji młodzieżowej GP Nacional 2 de Portugal
- 1. miejsce w mistrzostwach Francji U23 (start wspólny)

2023
- 1. miejsce na 3. etapie Volta ao Alentejo

## Rankingi
| Rok             | 2017  | 2018 | 2019 | 2020  | 2021 | 2022 | 2023  | 2024  |
| --------------- | ----- | ---- | ---- | ----- | ---- | ---- | ----- | ----- |
| World Ranking   | 2016. | 824. | 919. | 1294. | 443. | 587. | 1111. | 1691. |
| UCI Europe Tour | 1298. | 491. | 668. | 991.  | 366. | 459. | -     | -     |
|                 |       |      |      |       |      |      |       |       |
| Źródło: UCI     |       |      |      |       |      |      |       |       |